# Synanthedon arctica
Synanthedon arctica is een vlinder uit de familie wespvlinders (Sesiidae), onderfamilie Sesiinae.
Synanthedon arctica is voor het eerst wetenschappelijk beschreven door Beutenmüller in 1900. De soort komt voor in het Nearctisch gebied.